# Tanja Kylliäinen
Tanja Kylliäinen, född 30 januari 1993, är en finländsk simmare.
Kylliäinen tävlade för Finland vid olympiska sommarspelen 2016 i Rio de Janeiro, där hon blev utslagen i försöksheatet på 200 och 400 meter medley.